# 奉天古迹考
《奉天古迹考》，是1919年清末翰林金梁在《盛京时报》连载奉天古迹考证文章，集成1卷。铅字排印，由奉天作新印刷局出版发行。